# スルファモノメトキシン
スルファモノメトキシン（英:sulfamonomethoxine）とはサルファ薬の1つ。

## 概要
ジヒドロプテロン酸合成酵素の親和性を変化させることにより葉酸合成過程を抑制する。葉酸拮抗薬とともに併用されることが多い。副作用として尿石症、貧血が存在する。
動物用医薬品としても認められており、抗菌薬としてウシやブタなどの感染症予防や治療に使用される。日本では食品衛生法により製品中に含んではならないとされており、ウシの場合、牛乳に成分が含まれないよう搾乳前72時間以内の使用は禁止されている。